# Студентський театр естрадних мініатюр
Студентський театр естрадних мініатюр (СТЕМ) — у Радянському союзі та пострадянських країнах - постійно діюча студентська організація, яка являє собою самодіяльний непрофесійний театр та  регулярно проводить вистави перед глядачами, більшість з яких — студенти та викладачі. Репертуар складається з веселих естрадних мініатюр, а іноді й повноцінних п'єс, де акторами і виконавцями (а також і авторами) є здебільшого студенти. Як правило, СТЕМ матеріально підтримається ректоратом навчального закладу та морально іншими студентськими організаціями.
Явище було поширене в радянських університетах з 1950-х років.
Після розпаду СРСР проводилися міжнародні фестивалі СТЕМів з України, Росії, Білорусі, Молдови.
Чимало команд КВК вийшли саме зі СТЕМів, а одним із видів змагань були гумористичні мініатюри під назвою «СТЕМ».